# 1710

## أحداث
- حصار بورت رويال في الفترة ما بين 5 أكتوبر و13 أكتوبر.
- بكين تصبح أكبر مدن العالم، وتأخذ الريادة من إسطنبول.[1]

## مواليد
- محمد الثالث بن عبد الله
- 15 فبراير - لويس الخامس عشر ملك فرنسا. (توفي 1774).

## وفيات
- آنا ماريا ثيلوت فنانة سويدية
- أوول رومر عالم فلك دنماركي
- الإمبراطور هيغاشي-ياما
- جوزيف فيرنر رسام سويسري
- جوناس بودي
- دانيال كلارك (محامي) محامي أمريكي
- ديفيد كروفورد (سياسي) سياسي أمريكي
- روبرت تريت
- غاسبر سانز
- غوتفريد كيرش عالم فلك ألماني
- كارلوتا فيليشيتا
- محمد بن عبد الباقي الزرقاني
- هاينريش، دوق ساكس رومهيلد
- هينيغ براند تاجر ألماني اكتشف الفوسفور في القرن ال 17.
- وليام بروس (مهندس معماري)
- يوهان فريدريك البرتي ملحن ألماني
- يوهان فولفغانغ فرنك ملحن ألماني